# Prosimulium transbrachium
Prosimulium transbrachium är en tvåvingeart som beskrevs av Joshua Alder och Kim 1985. Prosimulium transbrachium ingår i släktet Prosimulium och familjen knott.
Artens utbredningsområde är Pennsylvania. Inga underarter finns listade i Catalogue of Life.